# Shkelqim Vladi
Shkelqim Vladi (Thun, 21 settembre 2000) è un calciatore kosovaro con cittadinanza svizzera, attaccante del Lugano.

## Caratteristiche tecniche
Attaccante completo, viene solitamente impiegato come centravanti; in possesso di un buon controllo di palla, dispone di un ottimo tiro, oltre a essere abile nel colpo di testa.

## Carriera
Cresciuto nei settori giovanili di Thun e Young Boys, il 17 maggio 2021 firma il primo contratto professionistico con i giallo-neri, di durata biennale; il 15 giugno si trasferisce in prestito all'Yverdon. Il 4 gennaio 2022 passa, con la stessa formula, all'Aarau, che lo acquista a titolo definitivo l'8 giugno, facendogli firmare un triennale.
Dopo un'ottima stagione a livello individuale con gli argoviesi, con 15 reti segnate, il 23 giugno 2023 si trasferisce al Lugano, con cui si lega fino al 2027.

## Statistiche

### Presenze e reti nei club
Statistiche aggiornate al 28 ottobre 2023.
| Stagione        | Squadra         | Campionato      | Campionato | Campionato | Coppe nazionali | Coppe nazionali | Coppe nazionali | Coppe continentali | Coppe continentali | Coppe continentali | Altre coppe | Altre coppe | Altre coppe | Totale | Totale | Totale |
| Stagione        | Squadra         | Comp            | Pres       | Reti       | Comp            | Pres            | Reti            | Comp               | Pres               | Reti               | Comp        | Pres        | Reti        | Pres   | Reti   |        |
| --------------- | --------------- | --------------- | ---------- | ---------- | --------------- | --------------- | --------------- | ------------------ | ------------------ | ------------------ | ----------- | ----------- | ----------- | ------ | ------ | ------ |
| 2021-gen. 2022  | Yverdon         | CL              | 18         | 2          | CS              | 3               | 1               | -                  | -                  | -                  | -           | -           | -           | 21     | 3      |        |
| gen.-giu. 2022  | Aarau           | CL              | 10         | 4          | CS              | -               | -               | -                  | -                  | -                  | -           | -           | -           | 10     | 4      |        |
| 2022-2023       | Aarau           | CL              | 25         | 15         | CS              | 1               | 0               | -                  | -                  | -                  | -           | -           | -           | 26     | 15     |        |
| Totale Aarau    | Totale Aarau    | Totale Aarau    | 35         | 19         |                 | 1               | 0               |                    | -                  | -                  |             | -           | -           | 36     | 19     |        |
| 2023-2024       | Lugano          | SL              | 8          | 3          | CS              | 1               | 1               | UEL+UECL           | 1+3                | 0+2                | -           | -           | -           | 13     | 6      |        |
| Totale carriera | Totale carriera | Totale carriera | 61         | 24         |                 | 5               | 2               |                    | 4                  | 2                  |             | -           | -           | 70     | 28     |        |

## Palmarès

### Club

#### Competizioni nazionali
- 1ª Lega: 1

Young Boys II: 2017-2018